# Turraea anomala
Turraea anomala là một loài thực vật có hoa trong họ Meliaceae. Loài này được (O. Hoffm.) Harms miêu tả khoa học đầu tiên.